# Sphaerodactylus torrei
Sphaerodactylus torrei este o specie de șopârle din genul Sphaerodactylus, familia Gekkonidae, descrisă de Barbour 1914. A fost clasificată de IUCN ca specie vulnerabilă.

## Subspecii
Această specie cuprinde următoarele subspecii:
- S. t. spielmani
- S. t. torrei

## Galerie

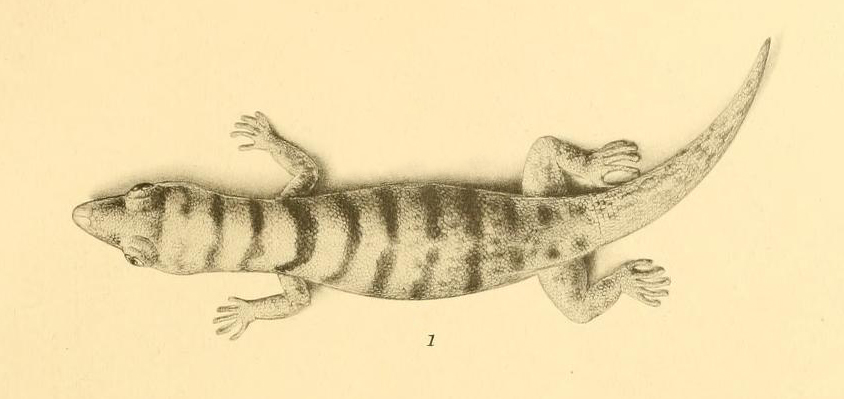
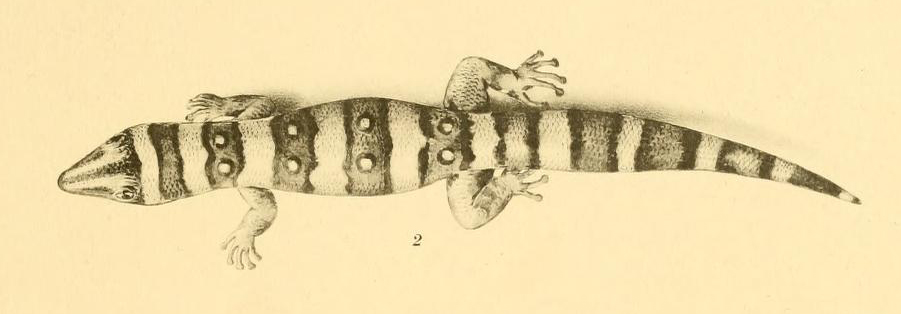
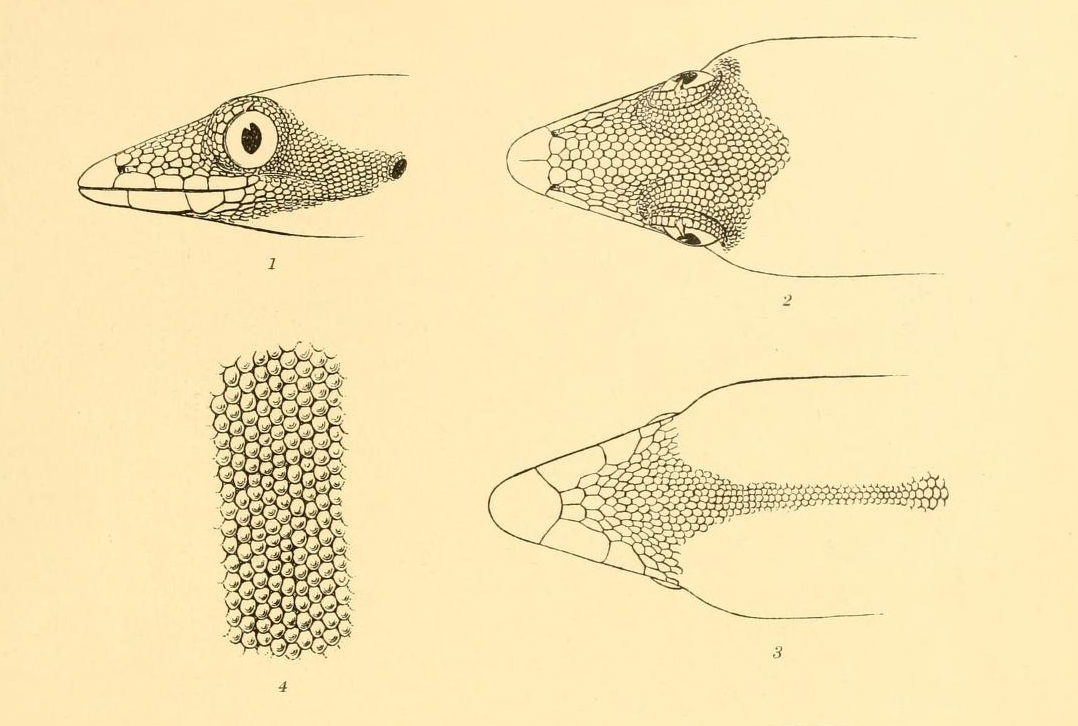